# Mezoregion Sudeste Mato-Grossense

Mezoregion Sudeste Mato-Grossense

Mezoregion Sudeste Mato-Grossense – mezoregion w brazylijskim stanie Mato Grosso, skupia 22 gminy zgrupowanych w czterech mikroregionach. 

## Mikroregiony
- Alto Araguaia
- Primavera do Leste
- Rondonópolis
- Tesouro